# حصار برقة
في سنة 1005م العرب البربر بايعوه أبو ركوة وكان في ذالك الوقت الجيش الفاطمي و الوالي صندل في برقة فنزل إليها ابو ركوة وحاصرها فانتصر على الجيش الفاطمي فهرب صندل إلى القاهرة  